# Jardín Botánico Fletcher Moss
El Jardín Botánico Fletcher Moss en inglés: Fletcher Moss Botanical Garden (conocido localmente como Fletcher Moss) es un parque y jardín botánico de 4.0 hectáreas de extensión, que se ubica en Didsbury, Mánchester, Inglaterra.
El código de reconocimiento internacional del Fletcher Moss Botanical Garden como institución botánica (en el Botanical Gardens Conservation International - BGCI), así como las siglas de su herbario es FMOS.

## Localización
Para llegar al jardín botánico, coger el autobús 42 o el 142 y pararse después de pasar el campus de la Metropolitan o la Iglesia Metodista, justo al terminar lo que es el núcleo urbano de Didsbury. Camina hasta encontrarte con dos pubs de color blanco. Uno de ellos se llama "Ye Old Cock Inn". A la izquierda está la entrada a los jardines, aunque entre los dos pubs también hay una entrada en forma de arco a una parte de ellos (están separados por Stenner lane )
Fletcher Moss Botanical Gardens, Millgate Lane Didsbury Greater Manchester M20 8SD Didsbury United Kingdom-Reino Unido
Planos y vistas satelitales.53°24′34″N 2°13′49″O / 53.40944, -2.23028
Está abierto todos los días. El acceso al jardín botánico es gratis.

## Historia
El jardín botánico tiene el nombre en honor del concejal local y filántropo Fletcher Moss, quién donó el parque a la ciudad de Mánchester en 1919.

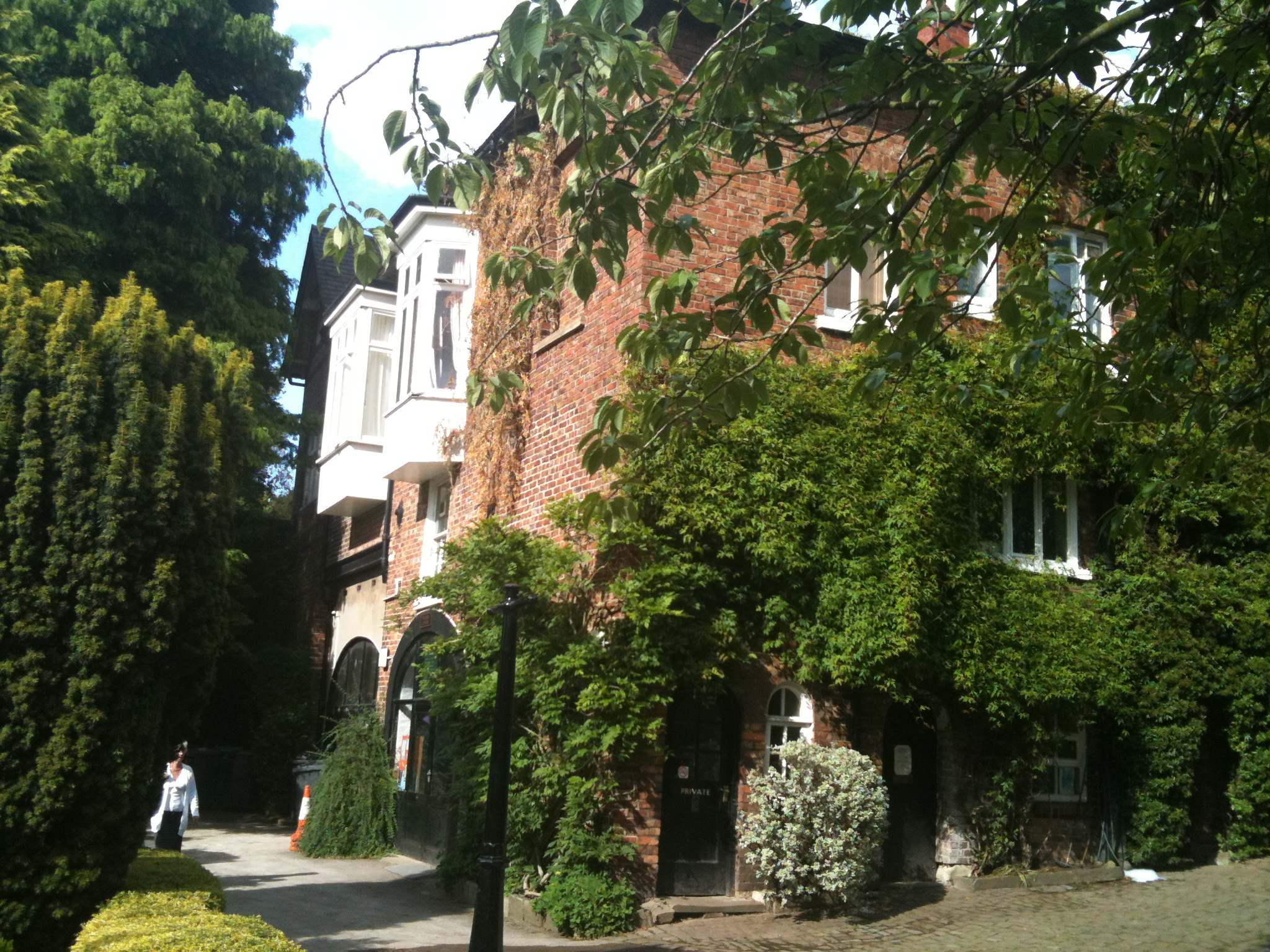
"The Croft", aquí fue fundado el RSPB en 1889.

La parte principal de los jardines es un jardín de rocas junto a una pared, que fue diseñado por el botánico Robert Wood Williamson en una ladera orientada al sur. Williamson vendió los jardines y rocalla junto a su casa, llamada "The Croft", al Concejal Fletcher Moss, en 1912.
Fletcher Moss, nació en julio de 1843, fue un filántropo que dirigió numerosas obras públicas en Mánchester, en 1915 convenció al filántropo Andrew Carnegie para financiar la construcción de una biblioteca pública en Didsbury. Vivió en la antigua casa del sacerdote de la Iglesia de St James, Stenner Lane, habiendo adquirido la residencia del vicario, Rev W J Kidd, quien dejó la propiedad al quejarse de que estaba embrujada.
En 1919 donó los jardines a la gente de Mánchester, declarando que había "decidido a ofrecer toda esa parte de mi propiedad que se extiende desde los terrenos de juego de Fletcher Moss a Stenner Lane, a la empresa que pudiera conservar el uso de ella durante toda la vida”.
Fletcher Moss pasó la mayor parte de su tiempo buscando edificios antiguos, curiosamente, escribió libros y novelas.
La antigua casa de Robert Williamson, "The Croft", fue el lugar de la primera reunión de la organización que después sería conocida como "Royal Society for the Protection of Birds" RSPB(Real Sociedad para la Protección de las Aves).
En 1889, Emily Williamson de soltera Bateson (esposa de Robert) formaron un grupo llamado ‘Plummage League’ para protestar contra la cría de aves de plumaje para ser utilizado en los sombreros de las mujeres, una práctica muy de moda en el momento. El grupo ganó popularidad y con el tiempo se fusionó con la ‘Fur and Feather League’ en Croydon, y formó la RSPB.
El parque es una sección de jardín botánico y parte de hábitat natural, pero además ofrece instalaciones deportivas como campos de tenis, rugby, campos de fútbol, y una cafetería.
El Fletcher Moss ostenta desde el año 2000, el « Green Flag Award» (Galardón Bandera Verde), el baremo nacional de la calidad de parques y jardines en Inglaterra.

## Colecciones
Entre sus colecciones destacan,
- Rocalla,
- Rosaleda,
- Aquilegia,
- Tropaeolum,
- Digitalis,
- Primula,
- Dodecatheon,
- Potentilla
- Casa alpina
- Árboles exóticos, con pino del Bhután.

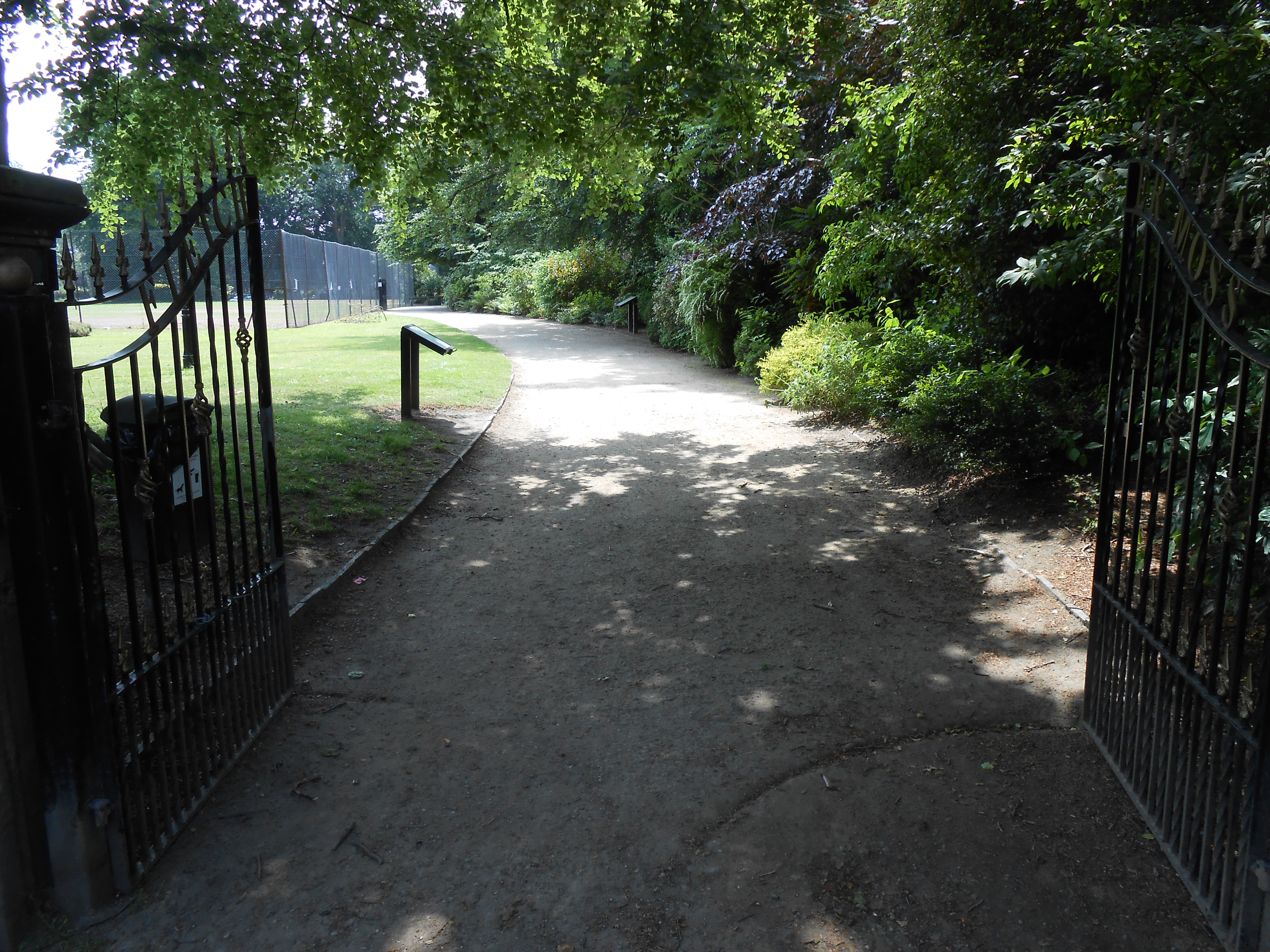
Entrada al "Fletcher Moss Gardens", Didsbury.
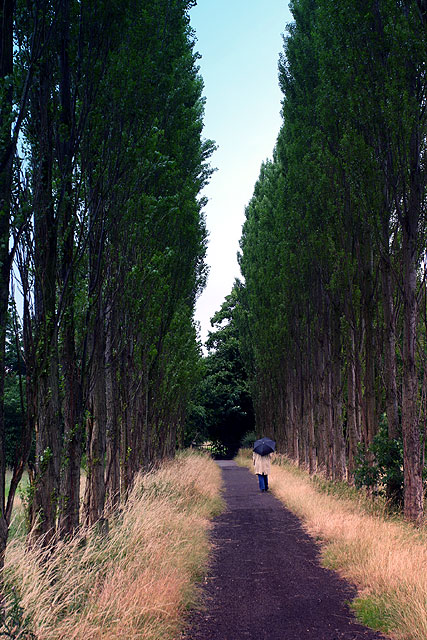
"The Avenue" en el "Fletcher Moss" que a través de un sendero conduce al río Mersey.
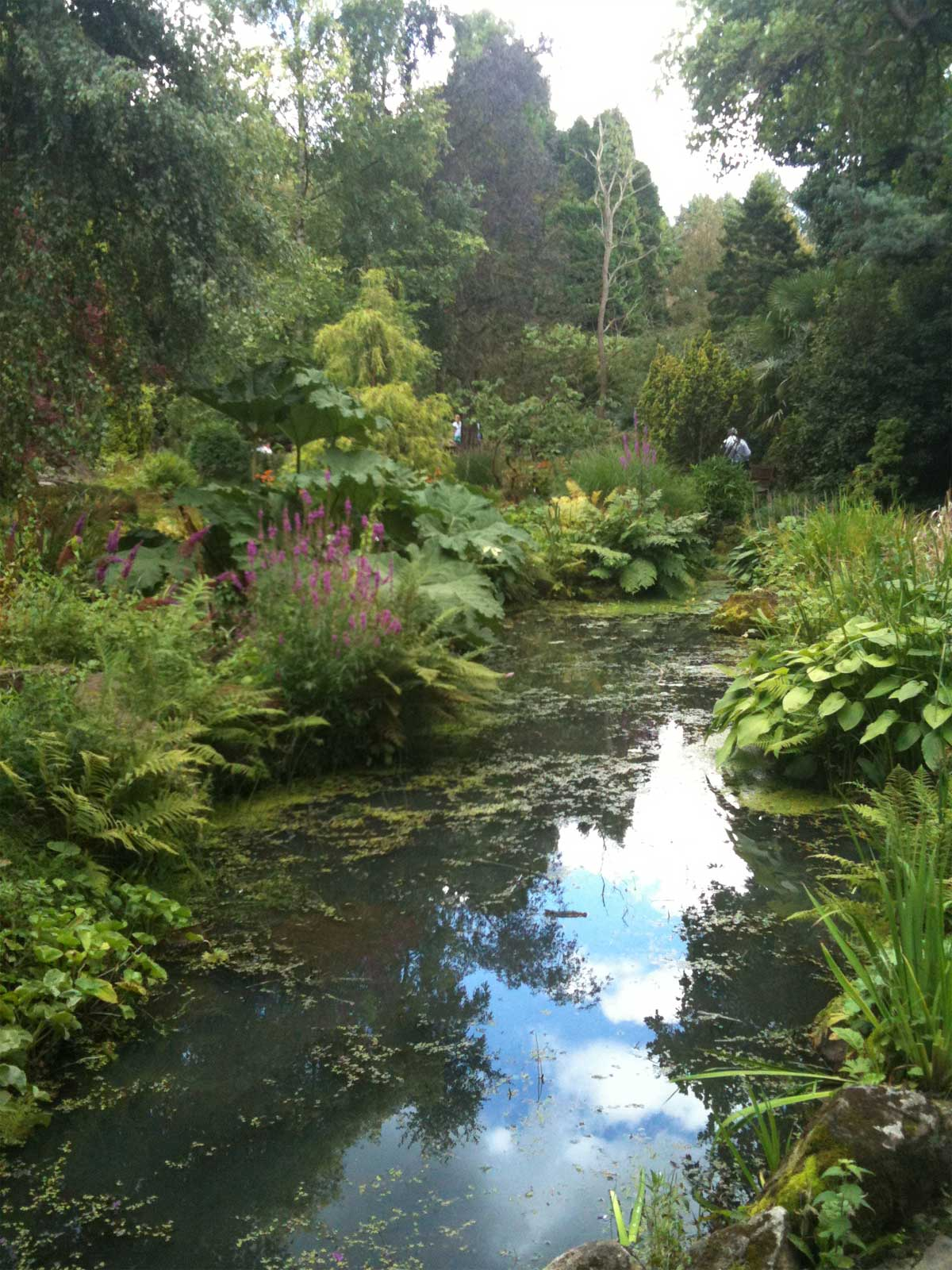
Charca en el "Fletcher Moss Gardens".
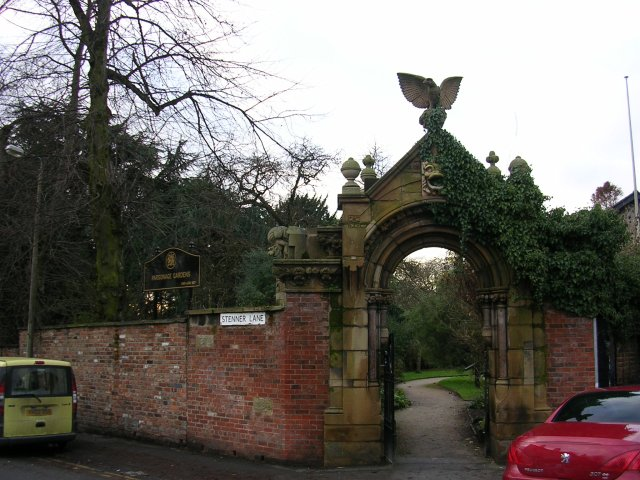
Parsonage Gardens, Didsbury.
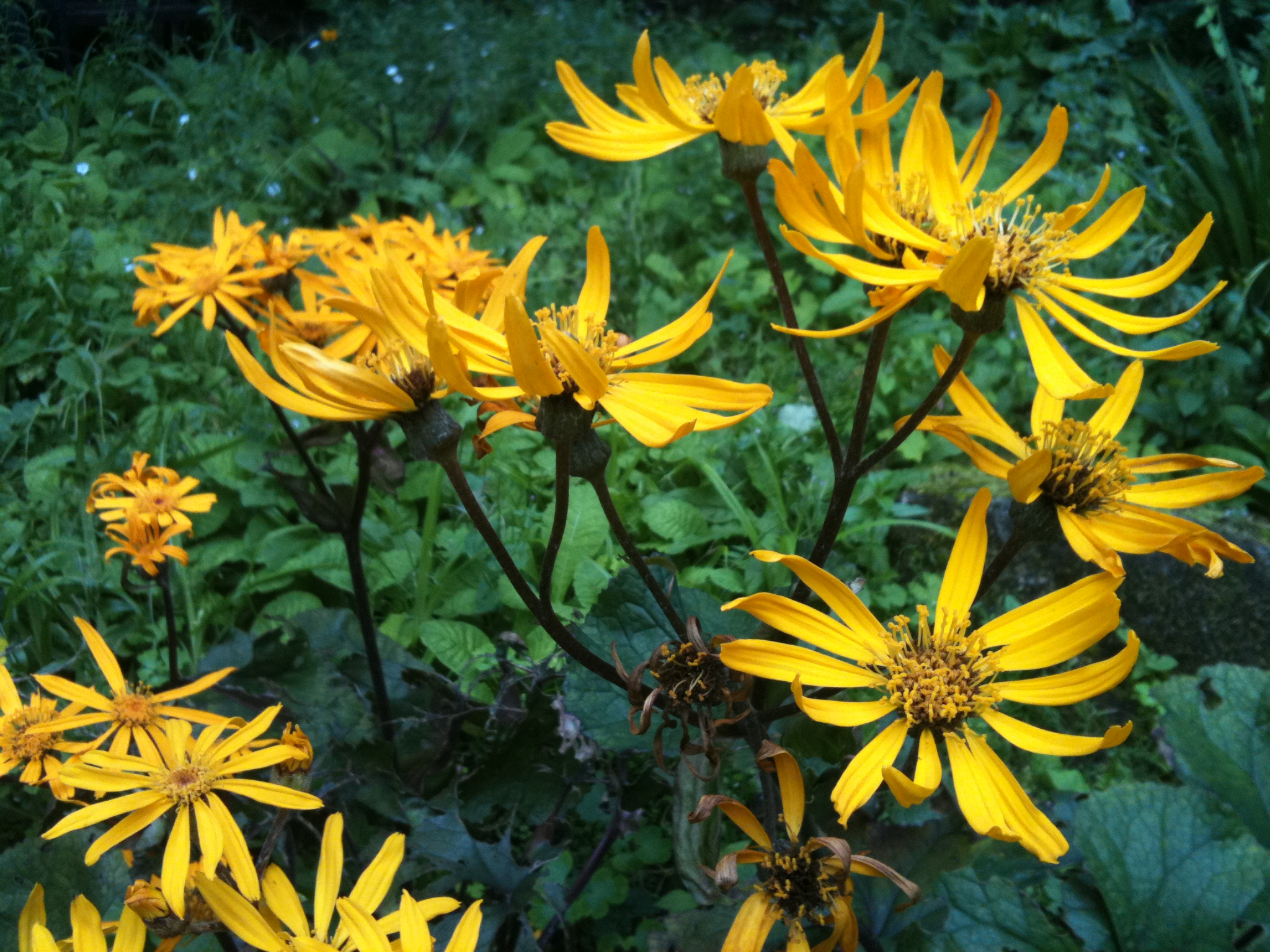
En el "Fletcher Moss Botanical Garden", Didsbury, Manchester.
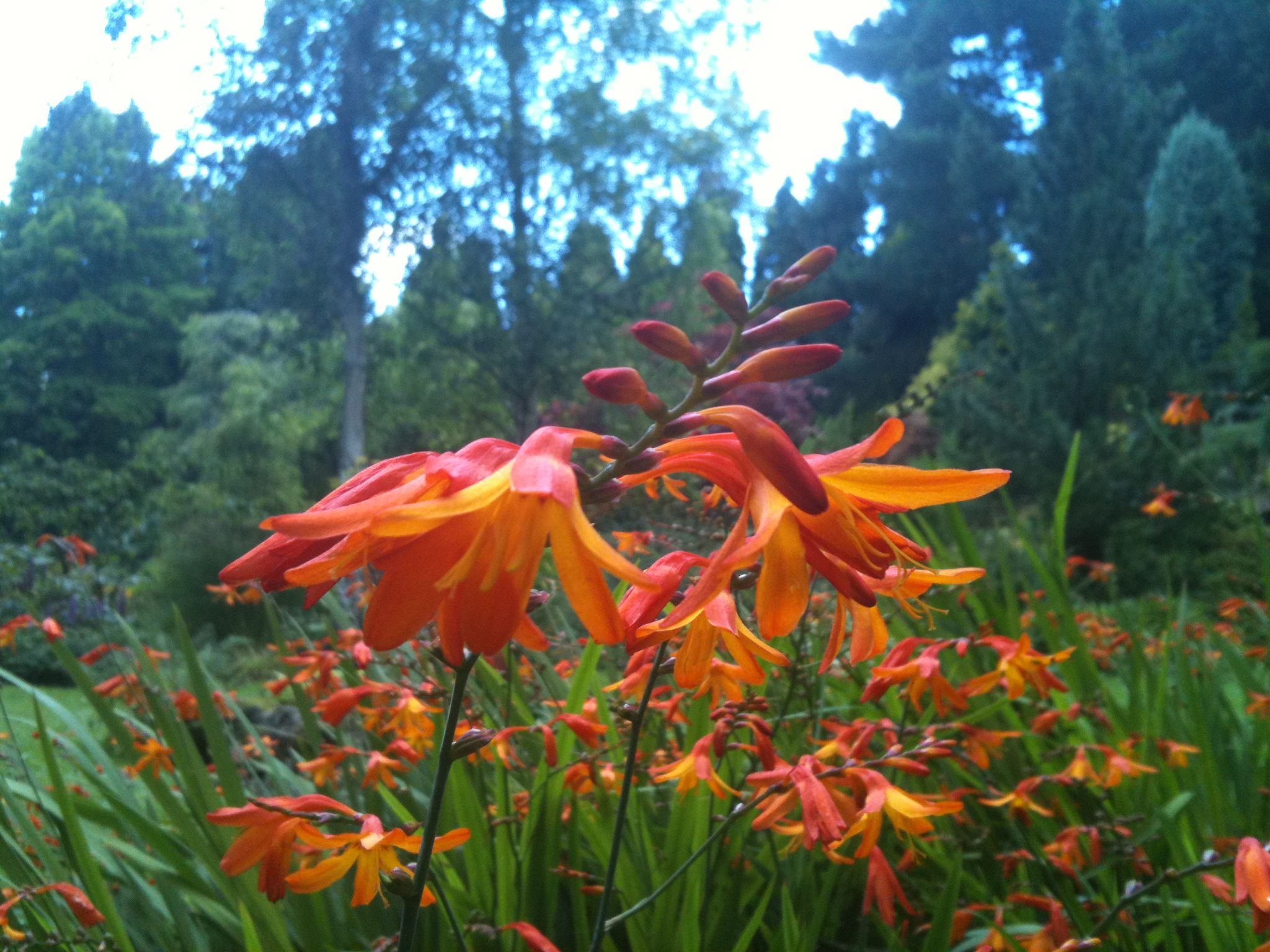
En el "Fletcher Moss Botanical Garden", Didsbury, Manchester.
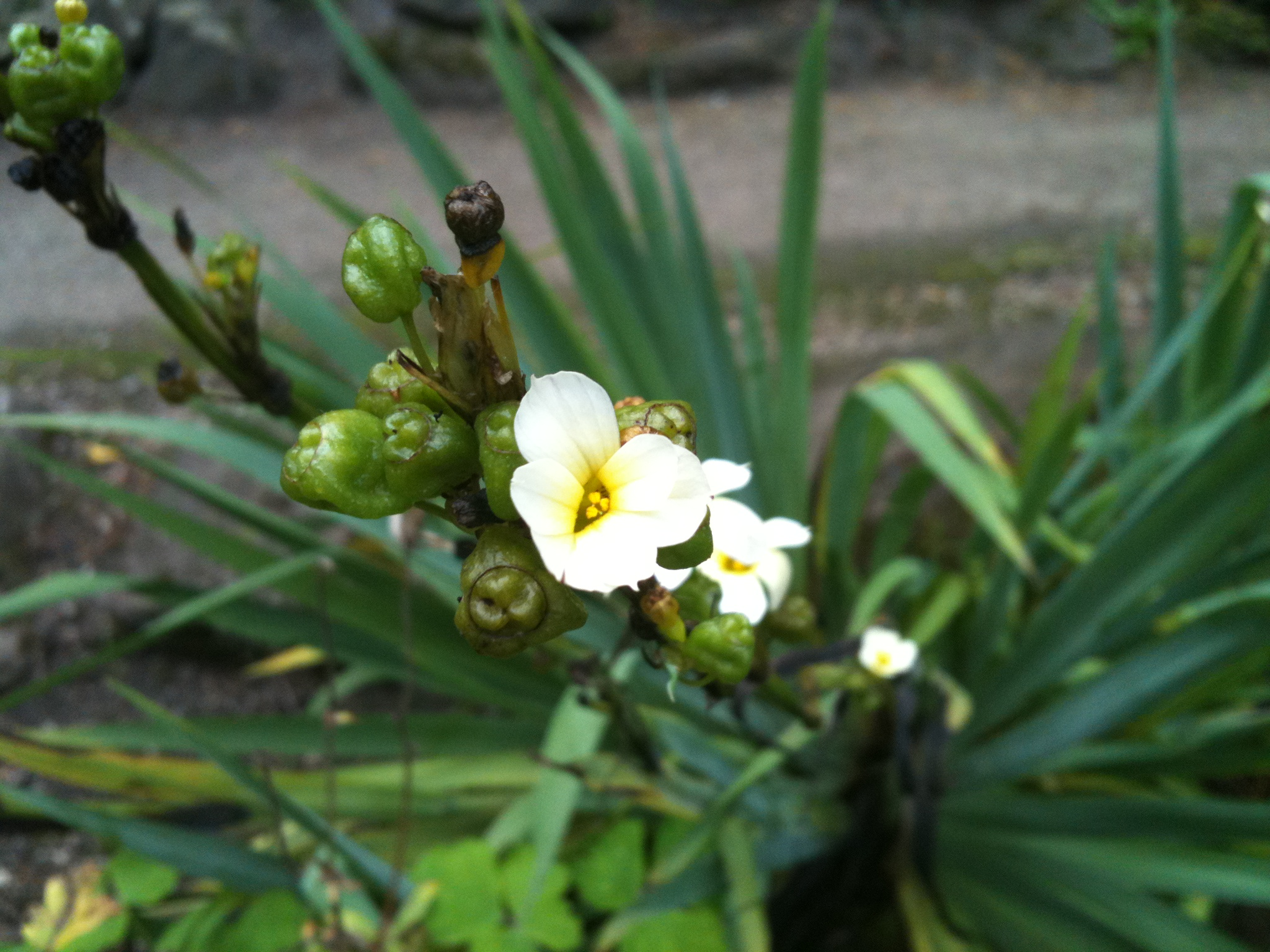
En el "Fletcher Moss Botanical Garden", Didsbury, Manchester.
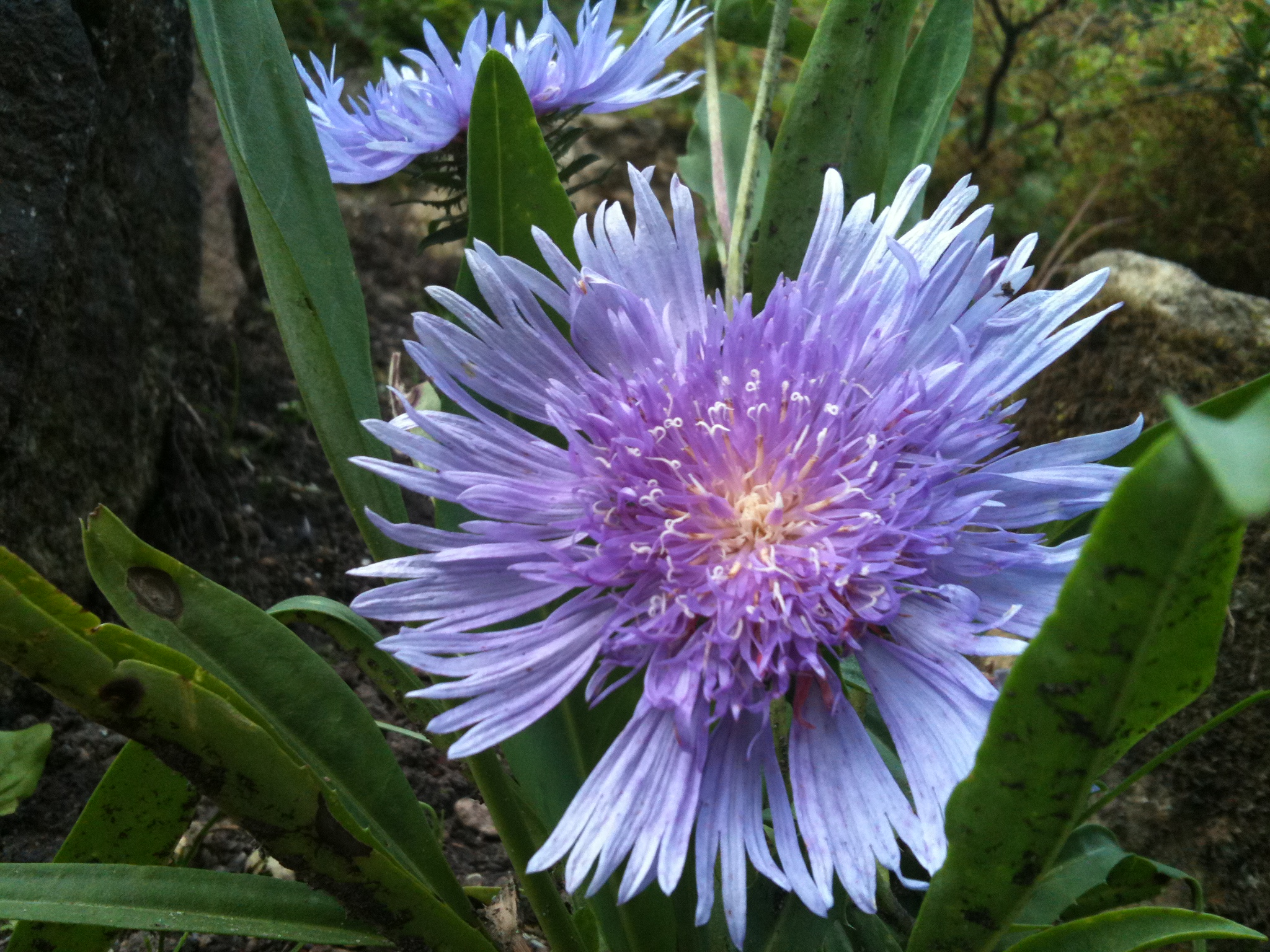
En el "Fletcher Moss Botanical Garden", Didsbury, Manchester.